# Öretjärnen (Alsens socken, Jämtland)
Öretjärnen är en sjö i Krokoms kommun i Jämtland och ingår i Indalsälvens huvudavrinningsområde. Sjön har en area på 0,221 kvadratkilometer och ligger 489,1 meter över havet. Sjön avvattnas av vattendraget Hökån.

## Delavrinningsområde
Öretjärnen ingår i det delavrinningsområde (703210-140783) som SMHI kallar för Mynnar i Alsensjön. Medelhöjden är 463 meter över havet och ytan är 22,34 kvadratkilometer. Det finns inga avrinningsområden uppströms utan avrinningsområdet är högsta punkten. Hökån som avvattnar avrinningsområdet har biflödesordning 3, vilket innebär att vattnet flödar genom totalt 3 vattendrag innan det når havet efter 270 kilometer. Avrinningsområdet består mestadels av skog (80 procent). Avrinningsområdet har 0,22 kvadratkilometer vattenytor vilket ger det en sjöprocent på 1 procent.